# 喬彝
乔彝（？—1358年），字仲常，元朝晋宁（今山西省临汾市）人。
性情耿介有操守，一时名气很大。至正十八年（1358年），红巾军从绛州垣曲县攻打晋宁。城陷，城中死亡十之二三。乔彝整冠衣，聚妻儿。家中有大井，乔彝坐井上，令妻儿婢子依次投井中，而自己随着赴死。乔彝既死，红巾军首领王士诚派人到他家邀请他，到家乔彝已死。元朝收复晋宁，赠乔彝为临汾县尹，赐谥纯洁。